# Kopy (powiat kutnowski)
Kopy – wieś w Polsce, położona w województwie łódzkim, w powiecie kutnowskim, w gminie Krośniewice.
Wieś królewska w starostwie przedeckim w powiecie łęczyckim województwa łęczyckiego w końcu XVI wieku. W latach 1975–1998 miejscowość administracyjnie należała do województwa płockiego.